# Camiña
Camiña is een gemeente in de Chileense provincie Tamarugal in de regio Tarapacá. Camiña telde 1.250 inwoners in 2017 en heeft een oppervlakte van 2200 km².